# Авангардний джаз
Авангардний джаз (також відомий як авант-джаз) — стиль музики та імпровізація, яка поєднує авангардну академічну музику з композицією джазу. Він виник в 1950-х та зазнав розвитку в 1960-х. Не зважаючи на те, що цей різновид джазу також називають фрі-джаз, багато цієї музики відрізняється від того стилю.

## Історія

### 1950-ті
Авангардний джаз виник приблизно в середині 1950-x у колі імпровізаторів, які відхилили концепції бібоп. та пост-бопу для того, щоб стерти різницю між написаним та спонтанним. Це також стосувалося музики, яка відрізнялася від фрі-джазу, звертала увагу на структуру та організацію, використовуючи написані мелодії, змінюючись, але, не дивлячись на це, підпорядкувала метри та тональності, і різноманітності серед виконавцями соло та акомпанементами. Музиканти, пов'язані з ранньою стадію розвитку цього стилю, включно: Сесіл Тейлор, Ленні Трістано, Джиммі Джюфре, Сан Ра та Орнетт Коулман.

### 1960-ті
Експериментальна праця Джона Колтрейна мала великий вплив на це десятиліття. Еліс Колтрейн, його жінка, разом з такими саксофоністами як Арчі Шепп, Фероу Сандерс та Альберт Ейлер підтримували цей стиль. Поет Амірі Барака, важлива особа в русі за чорношкіре мистецтво, записав кілька художньо-поетичних треків разом з The New York Art Quartet ("Black Dada Nihilismus", 1964, ESP) та Сонні Мюррей ("Black Art", 1965, Jihad).